# Institutul de cercetări socio-umane „Gheorghe Șincai”
Institutul de cercetări socio-umane "Gheorghe Șincai" este un institut de cercetare în științele sociale din Târgu Mureș, înființat în 1 iunie 1957, care își derulează activitatea sub egida Academiei Române. În prezent (2007) în cadrul institutului activează 11 cercetători în următoarele domenii: Istorie, Istoria literaturii și literatură comparata. Unii dintre aceștia sunt profesori universitari la Universitatea Petru Maior.

## Cercetători
Conducerea institului este asigurată de următorii membri:
- Dr. Cornel Sigmirean, directorul institutlui
- Dr. Nicoleta Salcudean, secretarul științific al institutlui
- Dr. Corina Teodor
- Marian Zăloagă
- Simon, Zsolt
- Anca Sincan

### Secția istorie
- Dr. Corina Teodor
- Dr. Cornel Sigmirean
- Dr. Maria Costea
- Carmen Dorlan
- Csaba Novák
- Mariana Ploeșteanu
- Anca Sincan
- Dr. Simon Zsolt
- Marian Zăloagă

### Secția literatură, istorie culturală
- Dr. Carmen Andraș
- Dr. Nicoleta Sălcudeanu